# Una Investigación de la Política Global con la Raza Yamato como Núcleo
Una Investigación de la Política Global con la Raza Yamato como Núcleo (大和民族を中核とする世界政策の検討, Yamato Minzoku wo Chūkaku to suru Sekai Seisaku no Kentō) fue un informe secreto del gobierno japonés creado por el Centro de Investigación de Problemas de Población del Ministerio de Salud y Bienestar Social (ahora Instituto Nacional de Investigación sobre Población y Seguridad Social), y se completó el 1 de julio de 1943.
El documento, que consta de seis volúmenes con un total de 3.127 páginas, trata sobre la teoría de la raza en general y la justificación de las políticas adoptadas por Japón.
El documento fue escrito en un estilo académico, basándose en la filosofía occidental sobre la raza desde los escritos de Platón y Aristóteles, hasta los de científicos alemanes como Karl Haushofer. También se afirmó una conexión entre el racismo, el nacionalismo y el imperialismo, con la conclusión, citando a fuentes británicas y alemanas, de que el expansionismo en el extranjero era esencial no sólo para la seguridad militar y económica, sino también para preservar la conciencia racial. También se mencionaron preocupaciones relacionadas con la asimilación cultural de inmigrantes de segunda y tercera generación en culturas extranjeras.

## Descubrimiento
El documento era clasificado, tenía una tirada de solo cien copias, tuvo poco efecto en la guerra y se olvidó hasta 1981, cuando se descubrieron porciones en una librería usada en Japón, y se publicaron posteriormente como material de origen para una capítulo en el libro del historiador John W. Dower, Guerra sin misericordia: raza y poder en la guerra del Pacífico. En 1982, el Ministerio de Salud y Bienestar volvió a emitir la versión completa de 6 volúmenes junto con otros dos volúmenes titulados La influencia de la guerra sobre la población como trabajo de referencia para los historiadores.

## Impacto
Aunque la propaganda japonesa durante la Segunda Guerra Mundial enfatizaba los temas panasiáticos y anticoloniales, la propaganda doméstica siempre dio por sentado la superioridad japonesa sobre otros asiáticos. Sin embargo, Japón nunca tuvo una teoría racial general para Asia hasta bien entrada la década de 1930. Después de la invasión japonesa de China, los planificadores militares decidieron que deberían aumentar la conciencia racial japonesa para evitar la posible asimilación de los colonos japoneses.
Dado que el documento fue redactado por el Ministerio de Salud y Bienestar Social y no por los militares o el establishment de la política exterior, no está claro qué tipo de impacto político habría tenido.

## Temas

### Colonización y espacio vital
Algunas declaraciones en el documento coinciden con el concepto públicamente adoptado del pueblo Yamato; sin embargo, gran parte del trabajo tomó mucho de las teorías raciales, políticas y económicas del nacionalsocialismo alemán, incluida la "cuestión judía" y la inclusión de caricaturas políticas racistas antijudías, aunque Japón tenía una minoría judía bastante pequeña y en gran parte pasada por alto. El término "Blut und Boden" se usaba con frecuencia, aunque generalmente entre comillas, como para indicar su origen extranjero.
Los autores racionalizaron la colonización japonesa en la mayor parte del hemisferio oriental, incluidas Nueva Zelanda y Australia, con poblaciones proyectadas para la década de 1950, para "asegurar el espacio vital de la raza Yamato", un eco muy claro del concepto nazi de Lebensraum.

### Supremacía racial
Sin embargo, donde el documento se desvió de la ideología nazi fue en su uso del confucianismo y la metáfora de la familia patriarcal. Esta metáfora, con los asiáticos no japoneses sirviendo como hijos de los japoneses, racionalizó la "desigualdad equitativa" del dominio político, económico y cultural japonés. Del mismo modo que una familia tiene armonía y reciprocidad, pero con una jerarquía bien definida, los japoneses, como supuestamente un pueblo racialmente superior, estaban destinados a gobernar Asia "eternamente" y convertirse en el líder supremo dominante de toda la humanidad y del mundo. El término "lugar apropiado" se usó frecuentemente en todo el documento.
El documento dejó abierto si Japón estaba destinado a convertirse en el jefe de una familia mundial de naciones.

### JinshuyMinzoku
El documento hizo una distinción explícita entre jinshu (人種) o Rasse (en español: raza), y minzoku (民族) o Volk (en español: pueblo), describiendo minzoku como "una comunidad natural y espiritual unida por un destino común". Sin embargo, los autores afirmaron que la sangre importaba. Aprobaba la preocupación de Hitler por encontrar la "germanidad" de su pueblo. Hacía llamamientos explícitos, a veces acercándose a las actitudes nazis, de mejoras eugenésicas, pidiendo a la profesión médica que no se concentrara en los enfermos y débiles, y a una formación mental y física, y matrimonios selectivos para mejorar la población.